# Glen MacWilliams
Glen MacWilliams (* 21. Mai 1898 in Saratoga, Kalifornien; † 15. April 1984 in Seal Beach, Kalifornien) war ein US-amerikanischer Kameramann.
Glen MacWilliams wurde nach kurzer Assistenzzeit 1920 zum Chefkameramann. In den Jahren 1925 bis 1927 arbeitete er an etlichen Filmen unter der Regie von Victor Schertzinger. 1933 zog er nach Großbritannien, wo er bei Gaumont als Kameramann tätig wurde. Dort ergab sich auch eine erste Zusammenarbeit mit Alfred Hitchcock an dem Film Waltzes from Vienna.
1940 kehrte er in die Vereinigten Staaten zurück und war wiederum an eher zweitklassigen Produktionen beteiligt. Eine der wenigen Ausnahmen stellte die zweite Zusammenarbeit mit Hitchcock dar. Für dessen Film Das Rettungsboot war MacWilliams bei der Oscarverleihung 1945 in der Kategorie Beste Kamera nominiert, musste sich dann aber Joseph LaShelle geschlagen geben. Ab dem Jahr 1946 folgte eine mehrjährige Drehpause. Erst 1958 kehrte er hinter die Kamera zurück und arbeitete im Fernsehbereich, wo er bis 1966 überwiegend bei Serien als Kameramann fungierte.

## Filmografie (Auswahl)
- 1917: Der Wilde Westen (Wild and Woolly)
- 1922: Oliver Twist
- 1926: Sibirien (Siberia)
- 1928: Win That Girl
- 1929: The Valiant
- 1931: The Front Page
- 1931: Body and Soul
- 1934: Waltzes from Vienna
- 1937: King Solomon’s Mines
- 1941: Schrecken der Kompanie (Great Guns)
- 1942: Die Geheimagenten (A-Haunting We Will Go)
- 1944: Das Rettungsboot (Lifeboat)
- 1944: Mission im Pazifik (Wing and a Prayer)
- 1945: Shock
- 1958: Jim, der eiskalte Killer (A Lust to Kill)
- 1958: Mädchen zum Mitnehmen (Girl with an Itch)
- 1958: Streifenwagen 2150 (Highway Patrol) (TV-Serie, sechs Folgen)
- 1959: Law of the Plainsman (TV-Serie, vier Folgen)
- 1959: Josh (Wanted: Dead Or Alive) (TV-Serie, vier Folgen)
- 1959/1960: Johnny Ringo (TV-Serie, zwei Folgen)
- 1960: Kein Fall für FBI (The Detectives) (TV-Serie, eine Folge)
- 1960: Westlich von Santa Fé (The Rifleman) (TV-Serie, eine Folge)
- 1960: Richard Diamond, Privatdetektiv (Richard Diamond, Private Detective) (TV-Serie, vier Folgen)
- 1960–1961: Hawaiian Eye (TV-Serie, sechs Folgen)
- 1960–1961: 77 Sunset Strip (TV-Serie, sieben Folgen)
- 1961: Surfside 6 (TV-Serie, eine Folge)
- 1962–1963: Die Unbestechlichen (The Untouchables) (TV-Serie, sechs Folgen)
- 1963: Fair Exchange (TV-Serie, drei Folgen)
- 1963: Mein Onkel vom Mars (My Favorite Martian) (TV-Serie, eine Folge)
- 1964–1965: My Living Doll (TV-Serie, 26 Folgen)